# Clavaporania
Clavaporania is een geslacht van zeesterren uit de familie Poraniidae.

## Soort
- Clavaporania fitchorum Mah & Foltz, 2014